# World Journal of Surgical Oncology
World Journal of Surgical Oncology is een internationaal, aan collegiale toetsing onderworpen open access wetenschappelijk tijdschrift op het gebied van de oncologie en de chirurgie. De naam wordt in literatuurverwijzingen meestal afgekort tot World J. Surg. Oncol. Het is opgericht in 2003 en wordt uitgegeven door BioMed Central.